# 피사노 알렉스 고토 호리오
피사노 알렉상드르 고우토 호리오(일본어: ピサノ アレクサンドレ 幸冬 堀尾, 2006년 1월 10일 ~ )는 줄여서 피사노 알렉스 고토 호리오(일본어: ピサノ アレックス 幸冬 堀尾)이라고 불리는 일본의 축구 선수로 포지션은 골키퍼이며 현재 J1리그 나고야 그램퍼스 소속이다.

## 국가대표팀 경력
그는 2025년 EAFF E-1 풋볼 챔피언십에 참가할 일본 국가대표팀에 발탁되었으며, 7월 8일 홍콩와의 경기에서 데뷔했다. 대회 우승을 차지했다.